# 加色丁禮天主教阿勒頗教區
加色丁禮天主教阿勒頗教區（拉丁語：Eparchia Aleppensis Chaldaeorum）是敘利亞一個東儀天主教（加色丁禮）教區，直屬巴比倫宗主教。
1957年7月3日升為教區。2009年有十四個堂區、十五名司鐸，服務35,000位教友。現任教區主教為安多尼·奧多。